# کاپاچو (بازیکن فوتبال)
کاپاچو (انگلیسی: Capucho (footballer)؛ زادهٔ ۲۱ فوریهٔ ۱۹۷۲) یک بازیکن فوتبال اهل پرتغال است.
وی همچنین در تیم ملی فوتبال پرتغال بازی کرده‌است.